# Дюнюм
Дюнюмът (на турски dönüm) е турска мярка за земна повърхност. Тази единица мярка е назовавана още дьонюм, дюлюм, дунум и дулум. Българският синоним на площ от един дюнюм земя е „у̀врат“. Чрез нея турските султански администратори-описвачи са определяли размерите на едно земеделско стопанство за облагане на селяните с данъчни задължения в натура. Дюнюмът представлява квадратна площ с дължина на страните по 40 аршина, т.е. 1600 квадратни аршина. Тази площ е съизмерима с най-популярната съвременна мярка за площ - декар. Изразено в съвременната метрична система, измерената повърхност на един дюлюм е равна на 919,3 m². 
Според някои източници, дьонюмът се равнява на около 2 до 2,5 декара като може да се нарича малък и голям дьонюм.